# Jesus-Christus-Kirche
Jesus-Christus-Kirche ist ein Name für Kirchengebäude, der das Bekenntnis „Jesus von Nazareth ist der Messias (= Christus)“ ausdrückt. Er wird überwiegend für evangelische Kirchengebäude gebraucht.

## Deutschland
- Jesus-Christus-Kirche (Altenstadt an der Waldnaab)
- Jesus-Christus-Kirche (Bad Rothenfelde)
- Jesus-Christus-Kirche Dahlem, Berlin
- Jesus-Christus-Kirche (Berlin-Konradshöhe)
- Jesus-Christus-Kirche (Sennestadt), Bielefeld
- Jesus-Christus-Kirche (Dillheim)
- Jesus-Christus-Kirche (Germering)
- Jesus Christus-Kirche (Köln-Kalk)
- Jesus-Christus-Kirche (Meinerzhagen)
- Jesus-Christus-Kirche (Witterschlick)
- Jesus-Christus-Kirche (Zodel)

## Österreich
- Jesus-Christus-Kirche (Hartberg)